# Nauru
Nauru szigetállam a Csendes-óceán nyugati részén, Mikronéziában. Fővárosa hivatalosan nincs. Területe 21,3 négyzetkilométer. Felszíne korallmészkőből és foszfátból épül fel. A sziget lapos atoll.
Éghajlata trópusi, sok csapadékkal, főként november és február között.
A szigetország évtizedek óta küzd a hanyatló gazdasággal, környezeti problémákkal és a teljes lakosságot sújtó egészségügyi problémákkal. Felmerült már kormányzati szinten, hogy az állam önként szüntetné meg az önállóságát és visszalépne a „gyarmati” státuszba.

## Földrajz

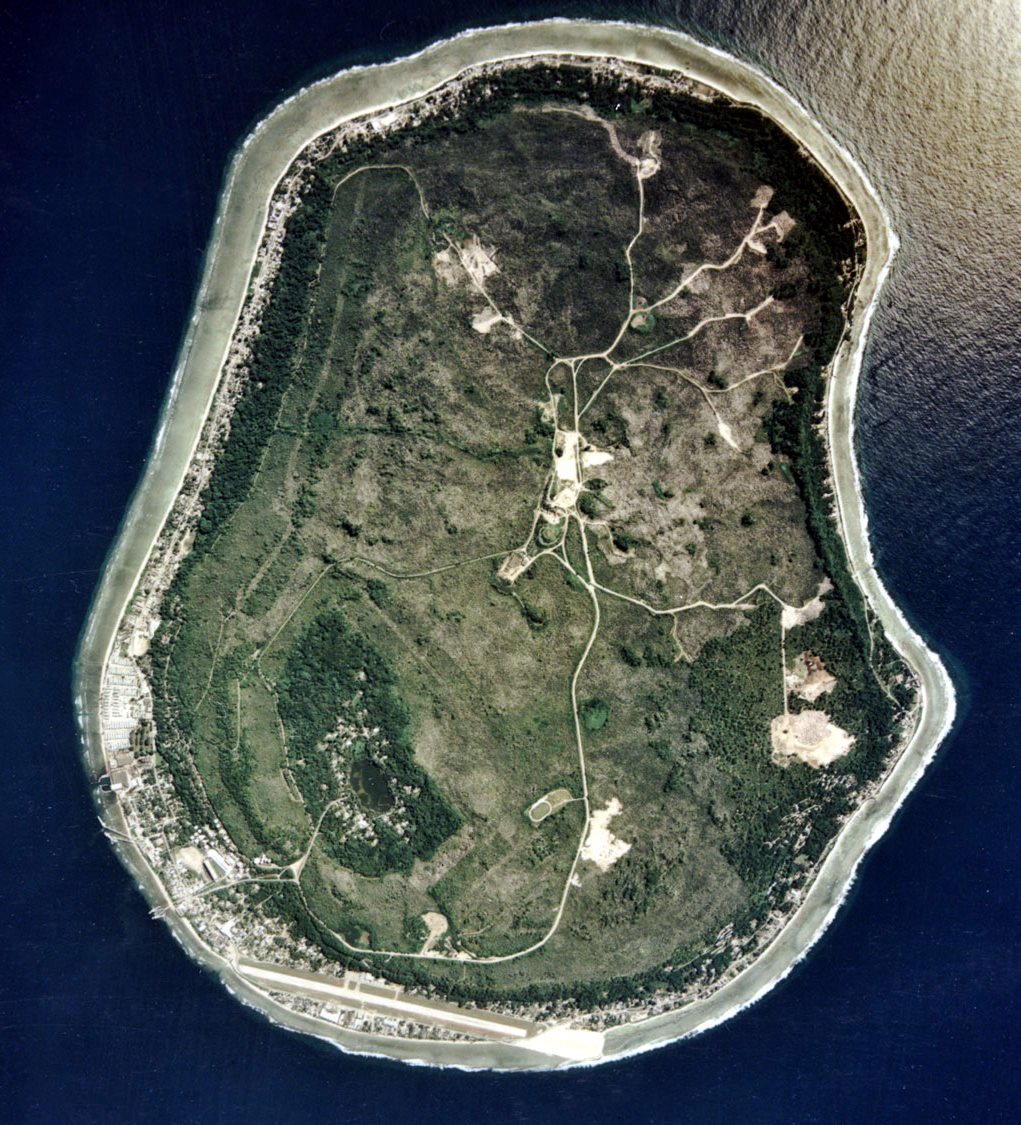
Nauru szigete

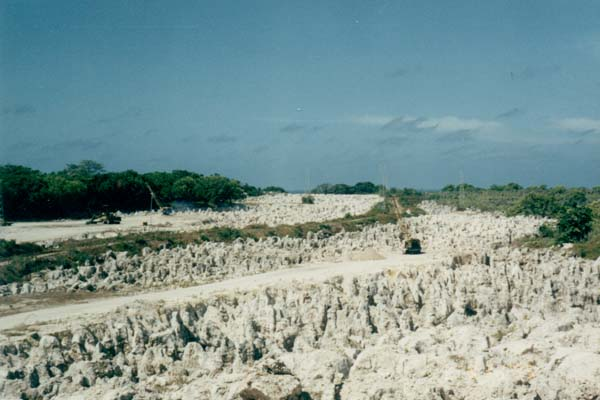
Kimerült foszfátbánya Naurun

Az Egyenlítőtől 0,5 fokra délre található Mikronéziában, a Csendes-óceán nyugati medencéjében. A legközelebbi szárazföld a Kiribatihoz tartozó Banaba sziget 300 km-re keletre. A legközelebbi nagyváros a 3300 km-re dél-délnyugatra fekvő Brisbane. Óceánia legkisebb önálló állama. A korallmészkőből álló ovális sziget belső fennsíkját vastag foszfátréteg borította. Mára csaknem teljesen kibányászták, mészkősziklás táj maradt vissza, gyakorlatilag a sziget 90%-a meddőhányóvá változott. Legmagasabb pontja 65 méter a tengerszinttől.
A szigetet korallzátony veszi körül. Ezen mesterséges átjárókat vágtak, hogy a hajók megközelíthessék a szigetet. A 100-300 méter széles parti sávban laknak az emberek és ez a sáv alkalmas földművelésre. Délnyugaton van egy kis belső lagúna, annak a partja is lakó- és mezőgazdasági terület. A sziget belseje pedig az említett, eredetileg foszfátsziklákból álló fennsík.
Az ivóvíz kevés. Gyűjtik az esővizet, de erősen függ a lakosság a sziget egyetlen, elöregedett tengervíz-sótalanító üzemétől.
Az éghajlat egész évben egyenletesen meleg. A levegő mindig párás, de a csapadék eloszlása egyenlőtlen, éven belül is, és a különböző évek között is nagy ingadozás lehetséges. Ez az El Niño jelenségtől függ.

### Élővilág, környezetvédelem
A sziget eredeti élővilágában nagy kárt okozott a kókusztermesztés bevezetése és a behurcolt állatok: patkány, kutya, macska, házi sertés. Jelenleg mindössze 60 növényfaj él a szigeten. Nincs őshonos emlős, de él egy őshonos nádiposzáta faj (Acrocephalus rehsei) és vannak őshonos rovarok, rákok. A foszfátbányászatból származó, tengerbe ömlő iszap súlyosan károsította a környező tengerek élővilágát is, megritkultak a környéken a halak.
Súlyos aggodalmat okoz az éghajlatváltozástól és főleg a tengerszint esetleges megemelkedésétől való félelem. A sziget területének legkevesebb 80%-a elég magasan van, de pontosan ez a magasabban fekvő terület jelenleg lakhatatlan. Folyik egy bányarehabilitációs program.

## Gazdasága
Foszfátbányászata világgazdasági jelentőségű volt Naurunak (elsősorban Ausztráliába, Új-Zélandra, Japánba, és Nagy-Britanniába exportálták). A foszfátkitermelést és az abból származó jövedelmeket az állam rögvest a függetlenség elnyerése után államosította. Ez olyan méretű jólétet teremtett a szigeten, hogy az éves egy főre jutó GDP az 1970-es években még elérte az 50 ezer dollárt. Teljesen ingyenes lett a szigeten az oktatás és az egészségügyi szolgáltatások, sőt teljesen megszűnt az adózás. A kormány a bányászatból eredő bevételekből jelentős összegeket folyósított minden állampolgár számlájára, ezért az emberek már nem volt szükségük a megélhetést biztosító munkavégzésre, a munkaalapú társadalom így megszűnt a szigeten (még a foszfátbányákban is külföldiek dolgoztak). Ebben az időszakban, az aprócska szigeten minden lakosnak két-három kocsija (zömében luxusautók) és egy motorcsónakja volt, általánosan jellemző volt a pazarló életmód, a luxusnyaralások és drága bevásárlókörutak (elsősorban Ausztráliában).
Gazdasága a foszfátexporton alapult, mígnem a készletek 2007-ben végleg kimerültek. A kormány már előzetesen számolt ezzel a lehetőséggel, ezért alapítványokba, részvényekbe és különböző üzletágakba fektetett be. Csakhogy az invesztálások nem célozták a munkahelyteremtést vagy más, korábban elhanyagolt ágazatok (pl. a turizmus) fejlesztését és új technológiák bevezetését. Az állam az eddig társadalmi struktúrát hivatott fenntartani, de a befektetések rendre becsődöltek, az azokban elhelyezett pénzeket külföldi hitelezők markolták föl. Az állam olyan meggondolatlan beruházásokat indított, mint a saját nemzeti légitársaság alapítása vagy luxusszállodalánc üzemeltetése külföldön, melyekkel óriási összegeket veszített.
Most már a hajózásból, a légi közlekedésből és a kikötői vám szedéséből próbálja átrendezni a naurui állam a gazdaságot. Jelentős bevételt hozott egy ideig az Ausztrália által fenntartott menekülttábor bérleti díja, ahová az illegális bevándorlókat deportálják. Ez azonban csak megterhelte a kicsiny, erőforrások nélküli sziget teherbíró képességét, a menekültek részéről pedig gyakori zavargásokhoz vezetett.
Az ország mostanra teljesen eladósodott, a korábban páratlan jólétben élő lakosság is elszegényedett, sőt az állam vezetőit is szegénység sújtja. A GDP mára alig 5000 dollár, amely Szvázifölddel és a Kongói Demokratikus Köztársasággal van egy szinten.

## Turizmus
A sziget turizmusa igen elhanyagolható. A kormányzat korábban nem foglalkozott az ágazattal, fejlesztésére pedig újabban nincs sem pénz, sem lehetőség, lévén a mértéktelen foszfátbányászat hatalmas károkat okozott a környezetben. Bár strandjai kedvezőek, szép látványt nyújtanak, ugyanakkor korallzátonyok, pálmafás erdők és földalatti édesvízi tó, sőt mészkőbarlangok is találhatók a szigeten.
A szigetet évente legfeljebb 200 turista látogatja. Naurun négy hotel van, köztük az egyik neve Hotel Budapest Anabarban.
Nauru népszerűségét rontották az utazók körében a szigeten elhelyezett menekültek kapcsán felmerülő problémákról szóló hírek is. Megközelítése sem egyszerű, csak Ausztráliából indul Naurura repülőjárat, az utazás pedig viszonylag drága.

## Történelme
John Fearn fedezte fel 1798-ban, ezt követően a Brit Birodalom része lett régi angol nevén Kellemes szigetként (angolul: Pleasant Island). A helyi lakosok agresszívvá váltak a sok alkoholtól, amiért cserébe a britek vizet kértek az őslakosoktól. A tiszta vizet a helyi Buada lagúnából szerezték.
1888-ban Németország annektálta, ezt a szigeten élő német telepesek kérték, a köztük és bennszülöttek 12 klánja közt kialakult 10 éven át tartó törzsi háború miatt. 1914-ben az ausztrálok kezére került, 1919-ben brit mandátumterület, ez időben fedezték fel a sziget legnagyobb kincsét, a foszfátot. A japán megszállást (1942–1945) leszámítva az ausztrálok igazgatták függetlensége elnyeréséig, 1968-ig. 1969-től a Nemzetközösség tagja. 1999-től az ENSZ tagja.
Nauru felszámolta saját pénzügy- és gazdaságügyi minisztériumát, az ország gazdaságát azóta külföldi (főleg ausztrál) közgazdászok és menedzserek irányítják, mivel az állam képtelen úrrá lenni a válságon. Alapvető probléma, hogy a lakosság továbbra is másokból kíván megélni munkavégzés helyett.

## Demográfia
| 2011 | 10 084 |
| 2017 | 13 650 |

2006-ban a lakosság mintegy 69%-a őslakos, 13%-a kiribati, 9%-a tuvalui, 2,5%-a Fülöp-szigeteki és 2%-a kínai eredetű.[forrás?]
A 2011-es népszámlálás alapján a lakosság többsége keresztény. A lakosság 36%-a a protestáns naurui kongregacionalista egyház, 10%-a pedig a független naurui egyház tagja, 33%-a katolikus, 13%-a pünkösdi hitű. A népesség 2%-a nem vallásos, 6% pedig egyéb vallások híve.
Nauru kis ország révén kevés termőfölddel és vízzel rendelkezik, ezért élelmiszerbehozatalra szorult korábban is. Amikor a foszfátkitermelés hatására fellendült az életszínvonal az élelmiszerimport már nem élelmiszer-alapanyagokból, hanem készételekből és konzervekből állt. Ennek az lett a következménye, hogy az ország lakosságának 40%-a cukorbeteg. A tömeges elhízás oka ugyanakkor a sziget hagyományos szemléletvilágában is keresendő, lévén a kövérség számos népcsoportnál státusszimbólum, a jólét, a megbecsültség, és a magas társadalmi rang jele a mai napig.

## Politika

### Törvényhozás, végrehajtás, igazságszolgáltatás

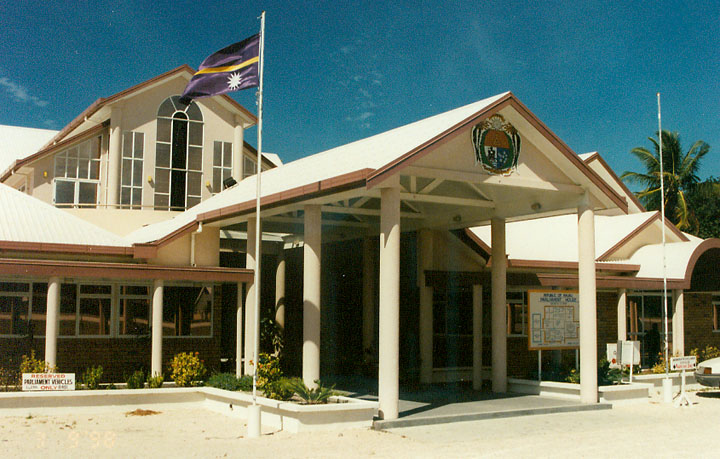
A naurui parlament épülete

Nauru népképviseleti demokratikus köztársaság. Az államfő az elnök, aki egyben a kormány vezetője is. A 18 tagú, egykamarás parlamentet háromévente választják. Naurunak nincs jelentős pártpolitikája; a jelöltek általában függetlenek.
A három legnagyobb politikai párt a Demokrata Párt, a Naurui Első Párt és a Központi Párt.

### Külképviselet
Az alábbi országokban vannak diplomatái: Ausztrália, Fidzsi-szigetek, Nagy-Britannia, India, Japán, Új-Zéland, Fülöp-szigetek, Dél-Korea, Tajvan, Thaiföld, USA.

### Pártok
- Naoero Amo, Nauru First Party
- Naurui Demokratikus párt, Democratic Party
- Naurui Centrumpárt, Centre Party

## Ünnepnapok
| Mikor van?      | Angol neve       | Magyar neve        |
| --------------- | ---------------- | ------------------ |
| január 1.       | New Year's Day   | Újév               |
| január 31.      | Independence Day | függetlenségi nap  |
| tavasz          | Easter           | húsvét             |
| május 17.       | Constitution Day | Az alkotmány napja |
| október 26.     | Angam Day        | A hazatérés napja  |
| december 25-26. | Christmas        | karácsony          |

## Közigazgatás

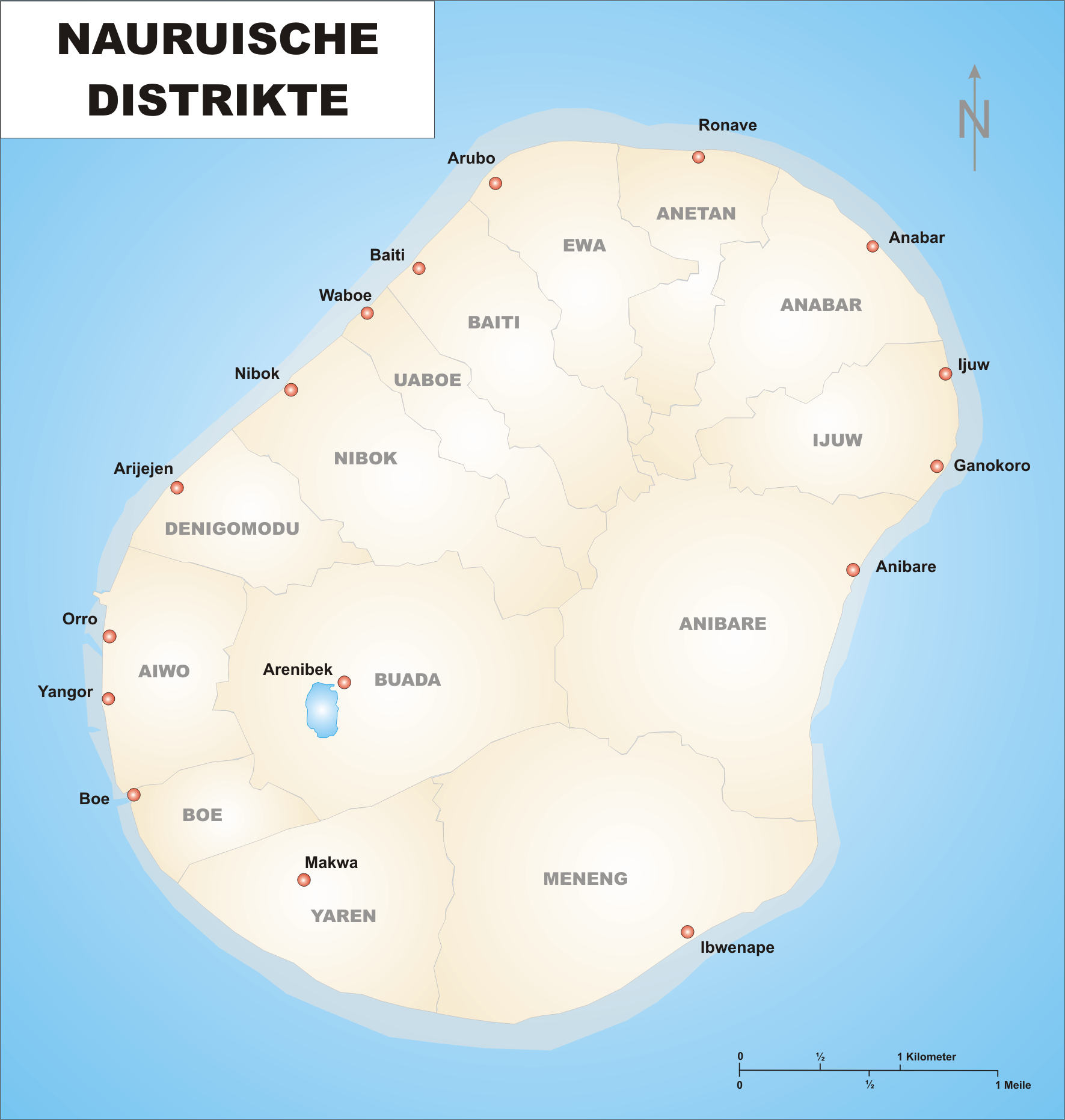
Az ország körzetei

| #  | Körzet     | Régi név   | Terület (hektár) | Lakosság (2005) | Települések száma |
| -- | ---------- | ---------- | ---------------- | --------------- | ----------------- |
| 1  | Aiwo       | Aiue       | 100              | 1092            | 8                 |
| 2  | Anabar     | Anabar     | 143              | 502             | 15                |
| 3  | Anetan     | Añetañ     | 100              | 516             | 12                |
| 4  | Anibare    | Anybody    | 314              | 160             | 17                |
| 5  | Baiti      | Beidi      | 123              | 572             | 15                |
| 6  | Boe        | Boi        | 66               | 795             | 4                 |
| 7  | Buada      | Buada      | 266              | 717             | 14                |
| 8  | Denigomodu | Denikomotu | 118              | 2827            | 17                |
| 9  | Ewa        | Eoa        | 117              | 318             | 12                |
| 10 | Ijuw       | Ijub       | 112              | 303             | 13                |
| 11 | Meneng     | Meneñ      | 288              | 1830            | 18                |
| 12 | Nibok      | Ennibeck   | 136              | 432             | 11                |
| 13 | Uaboe      | Ueboi      | 97               | 335             | 6                 |
| 14 | Yaren      | Moqua      | 150              | 820             | 7                 |
|    | Nauru      | Naoero     | 2130             | 11.218          | 169               |

## Közlekedés
- Lásd még: Naurui nemzetközi repülőtér

Nauru 30 km-es közúthálózattal rendelkezik, ebből 24 km burkolt és 6 km burkolatlan. A vasúthálózat csupán 3,9 km-es, amit kizárólag teherszállítási célokra használnak. A szigeten működik egy mesterséges kikötő és egy nemzetközi repülőtér. Nauru nemzeti légitársasággal is rendelkezik Our Airline néven.

## Telekommunikáció
| Hívójel prefix | C2 |
| ITU zóna       | 65 |
| CQ zóna        | 31 |

## Kultúra

### Gasztronómia
A hagyományos gasztronómia a készételek elterjedésével erősen visszaszorult, ez ugyanakkor kihatással van a nagyon gyenge turizmusra is.
A tradicionális naurui konyha alapanyagai a kókuszdió, a rengeteg hal és tengergyümölcse, valamint a kókusztej. Nemzeti fogás a kókuszdiós hal. A karácsonyt gyakran ünneplik banános süteményekkel.

## Sport

### Olimpia
Nauruban a lakosság 95%-a túlsúlyos, az országban nem túl népszerű a sport. Nauru legnagyobb sikersportága a súlyemelés. Az ország eddig négy alkalommal képviselte magát a Nyári Olimpiai játékokon: 1996-ban, 2000-ben, 2004-ben, és 2008-ban.
A 2008-as pekingi olimpián egy versenyző, Itte Detenamo képviselte az országot súlyemelésben, a +105 kg-os súlycsoportban, ahol szakításban 175 kg-os eredménnyel a 9., lökésben 210 kg-os eredménnyel a 10., összetettben pedig 385 kg-os végeredményt ért el. Detenamo kétszeres Óceánia bajnok (2006, 2007), és egyszeres ezüstérmes (2008).
A 2004-es athéni olimpián három naurui képviselte hazáját: Yukio Peter, Itte Detenamo és Reanna Maricha Solomon. Mindhárman súlyemelésben indultak. A megnyitó ünnepségen Yukio Peter vitte a naurui zászlót. Yukio Peter a férfi 69 kg-os kategóriában 302,5 kg-mal összetettben 8. helyet ért el, Itte Detenamo a férfi +105 kg-osok közt összetettben 347,5 kg-os eredménnyel a 14. helyen végzett, Reanna Maricha Solomon pedig a női +75 kg-os súlycsoportban, 220 kg-os teljesítménnyel a 11. helyen zárt.
A 2000-ben Sydney-ben rendezett nyári olimpián két sportoló delegálta magát a játékokra: Cherico Detenamo és Marcus Stephen. A zászlóvivő Marcus Stephen volt. Cherico Detenamo a férfi 100 m-es síkfutásban indult, de az első fordulóban kizárták doppingvétség miatt. Marcus Stephen a férfi 62 kg-os súlyemelésben képviselte Naurut, és 285 kg-os összetett eredményével 11. helyezett lett.
2021-es rögbi
Nauru az Óceánia sevens-ben a C csoportban 5. helyen áll, 5 ponttal. A C csoport az idei év halálcsoportja, a térség kettő legjobb rögbicsapata, Ausztrália, és Vanuatu is a csoport része.